# 허위한
허위한(중국어: 何语涵, 병음: He Yuhan, 한자음: 허어함, 1999년 9월 7일 ~ )은 중화인민공화국의 바둑 기사이다. 충칭시 출신으로 중국기원 소속의 6단이다.

## 경력
중국 충칭시에서 태어났다. 2011년 제2회 바이링배 주니어 바둑 토너먼트 소년 기왕전에서 우승을 차지했고 2013년 프로 바둑에 입단했다. 2016년 전국바둑개인전 남자을조에서 3위를 차지했고, 2018년과 2019년 갑조리그에 청두팀으로 참가했다. 2018년 6단으로 승단했고, 2019년 제19회 서남왕배에서 구리와 스웨를 연이어 물리치고 4강에 올랐지만 당이페이에게 패했다.